# Anglo-Persian Oil Company
Anglo-Persian Oil Company (APOC) grundades 1908 sedan man hade funnit ett stort oljefält i Masjed Soleyman i Iran. Projektet leddes och finansierades av William Knox D'Arcy som 1901 hade getts tillåtelse av den qajariske kungen Naserod-din Shah att söka efter olja i Iran, han blev direktör i företaget. APOC var det första företaget som använde oljereserverna i Mellanöstern. 
APOC bytte namn till Anglo-Iranian Oil Company (AIOC) 1935 och blev 1954 British Petroleum Company, som sedan 2000 går under namnet BP.
Under långvariga förhandlingar mellan det Brittiska imperiet och Persien 1932 krävde hovminister Abdolhosein Teymurtash att landets regering skulle få 25 % av andelarna i bolaget men Storbritannien vägrade. 
1951 nationaliserade Irans premiärminister Mohammad Mosaddegh Anglo-Iranian Oil Company, men han avsattes genom statskuppen i Iran 1953 som initierades av USA och Storbritannien och inom CIA gick under namnet "Operation Ajax".